# 下太田村
下太田村（しもおおたむら）は、和歌山県東牟婁郡にあった村。現在の那智勝浦町の南東部、太田川の下流域、紀勢本線・下里駅の北西一帯にあたる。

## 地理
- 海洋：熊野灘
- 河川：太田川

## 歴史
- 1889年（明治22年）4月1日 - 町村制の施行により、中里村・庄村・下和田村・市屋村の区域をもって発足。
- 1943年（昭和18年）2月11日 - 上太田村と合併して太田村が発足。同日下太田村廃止。

## 交通

### 鉄道路線
村域を鉄道省の紀勢西線（現・紀勢本線）が通過したが、駅は所在しなかった。